# ATP World Tour Finals 2011
Les ATP World Tour Finals 2011, également appelés Masters 2011 dans le langage courant, sont la 42e édition du Masters de tennis masculin, qui réunit les huit meilleurs joueurs disponibles en fin de saison ATP en simple. Les huit meilleures équipes de double sont également réunies pour la 37e fois.
La compétition se déroule à l'O2 Arena de Londres.

## Primes et points
| Tour               | Prime       | Points |
| ------------------ | ----------- | ------ |
| Vainqueur invaincu | 1 630 000 $ | 1 500  |
| Par vainqueur      | 770,000 $   | + 500  |
| Par finale accédée | 380,000 $   | + 400  |
| Par match de poule | 120,000 $   | + 200  |
| Par participation  | 120,000 $   | –      |
| Par remplacement   | 70,000 $    | –      |

| Tour               | Prime     | Points |
| ------------------ | --------- | ------ |
| Vainqueur invaincu | 287,500 $ | 1 500  |
| Par vainqueur      | 125,000 $ | + 500  |
| Par finale accédée | 30,000 $  | + 400  |
| Par match de poule | 22,500 $  | + 200  |
| Par participation  | 65,000 $  | –      |
| Par remplacement   | 25,000 $  | –      |

## Simple

### Faits marquants
- Mardy Fish et Janko Tipsarević participent à leur premier Masters alors que Roger Federer en est à sa 10e participation consécutive.
- Avant ce Masters, Fish n'a jamais battu Tsonga (0-1) et Djokovic (0-7) et n'a jamais perdu contre Berdych (1-0). Berdych n'a jamais perdu contre Tsonga (1-0) et Ferrer n'a jamais battu Federer (0-11).Tipsarević, quant à lui, n'a jamais battu Djokovic (0-4), Nadal (0-2) et Federer (0-4). Il n'a jamais rencontré Tsonga (0-0).
- Andy Murray déclare forfait le mardi après sa défaite contre David Ferrer. Il est remplacé par Janko Tipsarević.
- Novak Djokovic sauve une balle de match contre Tomáš Berdych.
- Tomáš Berdych sauve une balle de match contre Janko Tipsarević.
- Roger Federer, invaincu contre Rafael Nadal en Masters (victoires en 2006, 2007 et 2010) confirme en le battant à nouveau lors de cette édition 2011 sur le score sans appel de 6-3, 6-0.
- Novak Djokovic subit ses cinquième et sixième défaites de l'année en s'inclinant face à David Ferrer puis Janko Tipsarević, qui domine son compatriote pour la première fois en 5 confrontations.
- Jo-Wilfried Tsonga rejoint pour la première fois la finale du Masters, et devient le deuxième français à le faire, après Sébastien Grosjean en 2001.
- Les trois premiers joueurs mondiaux sont éliminés dès les poules. C'est la première fois depuis 1978 qu'un tel scénario se produit.
- En 1/2 finale, Roger Federer bat David Ferrer sur le score de 7-5, 6-3 et participera à sa septième finale de Masters, sa 100e sur le circuit.
- Roger Federer remporte la finale en 3 sets 6-3, 6-76, 6-3 et devient seul détenteur du nombre de victoires en Masters (6). Il dépasse aussi Stefan Edberg à la 6e place du plus grand nombre de victoires remportées sur le circuit (807).

### Participants
| Classement ATP | Date de qualification | Joueur             | Résultat   |
| -------------- | --------------------- | ------------------ | ---------- |
| 1              | 15 mai 2011           | Novak Djokovic     | Poules     |
| 2              | 8 juin 2011           | Rafael Nadal       | Poules     |
| 3              | 2 septembre 2011      | Andy Murray        | Abandon    |
| 4              | 3 septembre 2011      | Roger Federer      | Vainqueur  |
| 5              | 13 octobre 2011       | David Ferrer       | 1/2 finale |
| 6              | 10 novembre 2011      | Jo-Wilfried Tsonga | Finaliste  |
| 7              | 10 novembre 2011      | Tomáš Berdych      | 1/2 finale |
| 8              | 10 novembre 2011      | Mardy Fish         | Poules     |
| 9              | 21 novembre 2011      | Janko Tipsarević   | Poules     |
| 10             | Remplaçant            | Nicolás Almagro    | -          |

### Confrontations avant le Masters
| Joueur             | Djokovic | Nadal | Murray | Federer | Ferrer | Tsonga | Berdych | Fish | Tipsarević | % Victoire   |
| Novak Djokovic     |          | 13-16 | 6-4    | 10-14   | 6-4    | 4-5    | 7-1     | 7-0  | 3-0        | 56-44 (56 %) |
| Rafael Nadal       | 16-13    |       | 13-5   | 17-8    | 13-4   | 6-2    | 10-3    | 7-1  | 2-0        | 84-36 (70 %) |
| Andy Murray        | 4-6      | 5-13  |        | 8-6     | 5-3    | 5-1    | 1-3     | 4-4  | 4-3        | 36-39 (48 %) |
| Roger Federer      | 14-10    | 8-17  | 6-8    |         | 11-0   | 6-3    | 10-4    | 6-1  | 4-0        | 64-43 (60 %) |
| David Ferrer       | 4-6      | 4-13  | 3-5    | 0-11    |        | 1-1    | 5-2     | 4-4  | 2-1        | 23-43 (35 %) |
| Jo-Wilfried Tsonga | 5-4      | 2-6   | 1-5    | 3-6     | 1-1    |        | 0-1     | 1-0  | 0-0        | 13-23 (36 %) |
| Tomáš Berdych      | 1-7      | 3-10  | 3-1    | 4-10    | 2-5    | 1-0    |         | 0-1  | 1-4        | 15-38 (28 %) |
| Mardy Fish         | 0-7      | 1-7   | 4-4    | 1-6     | 4-4    | 0-1    | 1-0     |      | 4-1        | 15-30 (33 %) |
| Janko Tipsarević   | 0-3      | 0-2   | 3-4    | 0-4     | 1-2    | 0-0    | 4-1     | 1-4  |            | 9-20 (31 %)  |

### Phase de groupes

#### Groupe A
- Novak Djokovic (no 1)
- Andy Murray (no 3) (forfait après son 1er match)
- David Ferrer (no 5)
- Tomáš Berdych (no 7)
- Janko Tipsarević (no 9)

Résultats
| Jour                 | Vainqueur        | Vaincu           | Score          | Durée  |
| -------------------- | ---------------- | ---------------- | -------------- | ------ |
| lun. 21 nov. 15 h 15 | David Ferrer     | Andy Murray      | 6-4, 7-5       | 2 h 00 |
| lun. 21 nov. 21 h 15 | Novak Djokovic   | Tomáš Berdych    | 3-6, 6-3, 7-63 | 2 h 39 |
| mer. 23 nov. 15 h 15 | Tomáš Berdych    | Janko Tipsarević | 2-6, 6-3, 7-66 | 2 h 26 |
| mer. 23 nov. 21 h 15 | David Ferrer     | Novak Djokovic   | 6-3, 6-1       | 1 h 15 |
| ven. 25 nov. 15 h 15 | Janko Tipsarević | Novak Djokovic   | 3-6, 6-3, 6-3  | 2 h 07 |
| ven. 25 nov. 21 h 15 | Tomáš Berdych    | David Ferrer     | 3-6, 7-5, 6-1  | 2 h 08 |

Classement
| Rang poule | Rang mondial | Joueur                | Matchs G - P | Sets G - P | Jeux G - P |
| ---------- | ------------ | --------------------- | ------------ | ---------- | ---------- |
| 1.         | 7.           | Tomáš Berdych         | 2 - 1        | 5 - 4      | 46 - 43    |
| 2.         | 5.           | David Ferrer          | 2 - 1        | 5 - 2      | 37 - 29    |
| 3.         | 1.           | Novak Djokovic        | 1 - 2        | 3 - 5      | 32 - 42    |
| 4.         | 9.           | Janko Tipsarević      | 1 - 1        | 3 - 3      | 30 - 27    |
| 5.         | 3.           | Andy Murray (forfait) | 0 - 1        | 0 - 2      | 9 - 13     |

#### Groupe B
- Rafael Nadal (no 2)
- Roger Federer (no 4)
- Jo-Wilfried Tsonga (no 6)
- Mardy Fish (no 8)

Résultats
| Jour                 | Vainqueur          | Vaincu             | Score          | Durée  |
| -------------------- | ------------------ | ------------------ | -------------- | ------ |
| dim. 20 nov. 15 h 15 | Roger Federer      | Jo-Wilfried Tsonga | 6-2, 2-6, 6-4  | 1 h 28 |
| dim. 20 nov. 21 h 15 | Rafael Nadal       | Mardy Fish         | 6-2, 3-6, 7-63 | 2 h 53 |
| mar. 22 nov. 15 h 15 | Jo-Wilfried Tsonga | Mardy Fish         | 7-64, 6-1      | 1 h 30 |
| mar. 22 nov. 21 h 15 | Roger Federer      | Rafael Nadal       | 6-3, 6-0       | 1 h 00 |
| jeu. 24 nov. 15 h 15 | Roger Federer      | Mardy Fish         | 6-1, 3-6, 6-3  | 1 h 47 |
| jeu. 24 nov. 21 h 15 | Jo-Wilfried Tsonga | Rafael Nadal       | 7-62, 4-6, 6-3 | 2 h 42 |

Classement
| Rang poule | Rang mondial | Joueur             | Matchs G - P | Sets G - P | Jeux G - P |
| ---------- | ------------ | ------------------ | ------------ | ---------- | ---------- |
| 1.         | 4.           | Roger Federer      | 3 - 0        | 6 - 2      | 41 - 25    |
| 2.         | 6.           | Jo-Wilfried Tsonga | 2 - 1        | 5 - 3      | 42 - 36    |
| 3.         | 2.           | Rafael Nadal       | 1 - 2        | 3 - 5      | 34 - 43    |
| 4.         | 8.           | Mardy Fish         | 0 - 3        | 2 - 6      | 31 - 44    |

### Phase finale
- Roger Federer se qualifie pour sa septième finale de Masters et remonte à la troisième place mondiale.
- En simple comme en double, tous les finalistes sont issus du groupe B.
- Les trois premières têtes de série ne sont pas qualifiées pour les phases finales.
- Roger Federer, en remportant le titre, dépasse Ivan Lendl et Pete Sampras en étant le seul à avoir remporté six fois le Masters.
- C'est également la centième finale de sa carrière et son 70e titre.

|  |                                |                                |            |            |                                |                                |      |               |        |        |        |        |
|  | 1/2 finale                     | 1/2 finale                     | 1/2 finale | 1/2 finale | 1/2 finale                     |                                |      | Finale        | Finale | Finale | Finale | Finale |
|  | 26 novembre 2011 à 21h15 UTC+1 | 26 novembre 2011 à 21h15 UTC+1 | 1h34       | 1h34       | 1h34                           |                                |      |               |        |        |        |        |
|  | 26 novembre 2011 à 21h15 UTC+1 | 26 novembre 2011 à 21h15 UTC+1 | 1h34       | 1h34       | 1h34                           |                                |      |               |        |        |        |        |
|  | Tomáš Berdych                  | (7)                            | 3          | 5          |                                |                                |      |               |        |        |        |        |
|  | Tomáš Berdych                  | (7)                            | 3          | 5          | 27 novembre 2011 à 18h30 UTC+1 | 27 novembre 2011 à 18h30 UTC+1 | 2h19 | 2h19          | 2h19   |        |        |        |
|  | Jo-Wilfried Tsonga             | (6)                            | 6          | 7          | 27 novembre 2011 à 18h30 UTC+1 | 27 novembre 2011 à 18h30 UTC+1 | 2h19 | 2h19          | 2h19   |        |        |        |
|  | Jo-Wilfried Tsonga             | (6)                            | 6          | 7          | Jo-Wilfried Tsonga             | (6)                            | 3    | 7             | 3      |        |        |        |
|  | 26 novembre 2011 à 15h15 UTC+1 | 26 novembre 2011 à 15h15 UTC+1 | 1h25       | 1h25       | 1h25                           | (6)                            | 3    | 7             | 3      |        |        |        |
|  | 26 novembre 2011 à 15h15 UTC+1 | 26 novembre 2011 à 15h15 UTC+1 | 1h25       | 1h25       | 1h25                           |                                |      | Roger Federer | (4)    | 6      | 6      | 6      |
|  | David Ferrer                   | (5)                            | 5          | 3          |                                |                                |      | Roger Federer | (4)    | 6      | 6      | 6      |
|  | David Ferrer                   | (5)                            | 5          | 3          |                                |                                |      |               |        |        |        |        |
|  | Roger Federer                  | (4)                            | 7          | 6          |                                |                                |      |               |        |        |        |        |
|  | Roger Federer                  | (4)                            | 7          | 6          |                                |                                |      |               |        |        |        |        |

### Classement final
| Résultat | Résultat       | Rang mondial | Joueur             | Matchs G - P | Sets G - P | Jeux G - P | Points gagnés | Nouveau rang |
| -------- | -------------- | ------------ | ------------------ | ------------ | ---------- | ---------- | ------------- | ------------ |
| 1        | Vainqueur      | 4.           | Roger Federer      | 5 - 0        | 10 - 3     | 72 - 46    | 1 500         | 3. (+1)      |
| 2        | Finaliste      | 6.           | Jo-Wilfried Tsonga | 3 - 2        | 8 - 5      | 66 - 62    | 800           | 6. (0)       |
| 3        | Demi-finaliste | 7.           | Tomáš Berdych      | 2 - 2        | 5 - 6      | 54 - 56    | 400           | 7. (0)       |
| 4        | Demi-finaliste | 5.           | David Ferrer       | 2 - 2        | 5 - 4      | 45 - 42    | 400           | 5. (0)       |
| 5        | Poule          | 1.           | Novak Djokovic     | 1 - 2        | 3 - 5      | 32 - 42    | 200           | 1. (0)       |
| 6        | Poule          | 2.           | Rafael Nadal       | 1 - 2        | 3 - 5      | 34 - 43    | 200           | 2. (0)       |
| 7        | Poule          | 9.           | Janko Tipsarević   | 1 - 1        | 3 - 3      | 30 - 27    | 200           | 9. (0)       |
| 8        | Poule          | 8.           | Mardy Fish         | 0 - 3        | 2 - 6      | 31 - 44    | 0             | 8. (0)       |
| 9        | Poule          | 3.           | Andy Murray        | 0 - 1        | 0 - 2      | 9 - 13     | 0             | 4. (-1)      |

Barème points ATP : 200 pour chaque victoire de poule + 400 pour les finalistes + 500 pour le vainqueur du Masters, soit un maximum de 1500 points.

## Double

### Participants
| Classement ATP | Date de qualification | Équipe                               | Résultat   |
| -------------- | --------------------- | ------------------------------------ | ---------- |
| 1              | 2 septembre 2011      | Bob Bryan Mike Bryan                 | 1/2 finale |
| 2              | 2 septembre 2011      | Michaël Llodra Nenad Zimonjić        | Poules     |
| 3              | 2 septembre 2011      | Max Mirnyi Daniel Nestor             | Vainqueurs |
| 4              | 14 octobre 2011       | Mahesh Bhupathi Leander Paes         | 1/2 finale |
| 5              | 6 novembre 2011       | Rohan Bopanna Aisam-Ul-Haq Qureshi   | Poules     |
| 6              | 1er novembre 2011     | Robert Lindstedt Horia Tecău         | Poules     |
| 7              | 12 septembre 2011     | Jürgen Melzer Philipp Petzschner     | Poules     |
| 8              | 10 novembre 2011      | Mariusz Fyrstenberg Marcin Matkowski | Finalistes |

### Confrontations avant le Masters
| Équipe                               | BRY/BRY | LLO/ZIM | MIR/NES | BUP/PAE | BOP/QUR | LIN/TEC | MEL/PET | FYR/MAT | % Victoire    |
| Bob Bryan Mike Bryan                 |         | 2-2     | 1-0     | 3-1     | 5-1     | 1-0     | 4-0     | 15-7    | 31-11 (74 %)  |
| Michaël Llodra Nenad Zimonjić        | 2-2     |         | 3-2     | 0-3     | 3-1     | 3-0     | 0-1     | 3-0     | 14-9 (61 %)   |
| Max Mirnyi Daniel Nestor             | 0-1     | 2-3     |         | 0-3     | 0-1     | 5-1     | 1-0     | 1-0     | 9-9 (50 %)    |
| Mahesh Bhupathi Leander Paes         | 1-3     | 3-0     | 3-0     |         | 0-1     | 0-1     | 0-0     | 4-1     | 11-6 (65 %)   |
| Rohan Bopanna Aisam-Ul-Haq Qureshi   | 1-5     | 1-3     | 1-0     | 1-0     |         | 0-3     | 0-1     | 2-3     | 6-15 (29 %)   |
| Robert Lindstedt Horia Tecău         | 0-1     | 0-3     | 1-5     | 1-0     | 3-0     |         | 0-1     | 1-0     | 6-10 (37,5 %) |
| Jürgen Melzer Philipp Petzschner     | 0-4     | 1-0     | 0-1     | 0-0     | 1-0     | 1-0     |         | 1-1     | 4-6 (40 %)    |
| Mariusz Fyrstenberg Marcin Matkowski | 7-15    | 0-3     | 0-1     | 1-4     | 3-2     | 0-1     | 1-1     |         | 12-27 (31 %)  |

### Phase de groupes

#### Groupe A
- Bob Bryan
 Mike Bryan (no 1)
- Mahesh Bhupathi
 Leander Paes (no 4)
- Robert Lindstedt
 Horia Tecău (no 6)
- Jürgen Melzer
 Philipp Petzschner (no 7)

Résultats
| Jour                 | Vainqueurs                       | Vaincus                          | Score           | Durée  |
| -------------------- | -------------------------------- | -------------------------------- | --------------- | ------ |
| lun. 21 nov. 13 h 15 | Robert Lindstedt Horia Tecău     | Mahesh Bhupathi Leander Paes     | 7-66, 6-1       | 1 h 28 |
| lun. 21 nov. 19 h 15 | Bob Bryan Mike Bryan             | Jürgen Melzer Philipp Petzschner | 64-7, 7-5, 10-7 | 1 h 39 |
| mer. 23 nov. 13 h 15 | Mahesh Bhupathi Leander Paes     | Jürgen Melzer Philipp Petzschner | 7-5, 6-3        | 1 h 12 |
| mer. 23 nov. 19 h 15 | Bob Bryan Mike Bryan             | Robert Lindstedt Horia Tecău     | 6-1, 6-2        | 0 h 54 |
| ven. 25 nov. 13 h 15 | Jürgen Melzer Philipp Petzschner | Robert Lindstedt Horia Tecău     | 6-3, 6-4        | 1 h 08 |
| ven. 25 nov. 19 h 15 | Mahesh Bhupathi Leander Paes     | Bob Bryan Mike Bryan             | 6-4, 6-2        | 0 h 54 |

Classement
| Rang poule | Rang mondial | Équipe                           | Matchs G - P | Sets G - P | Jeux G - P |
| ---------- | ------------ | -------------------------------- | ------------ | ---------- | ---------- |
| 1.         | 4.           | Mahesh Bhupathi Leander Paes     | 2 - 1        | 4 - 2      | 32 - 27    |
| 2.         | 1.           | Bob Bryan Mike Bryan             | 2 - 1        | 4 - 3      | 32 - 27    |
| 3.         | 7.           | Jürgen Melzer Philipp Petzschner | 1 - 2        | 3 - 4      | 32 - 34    |
| 4.         | 6.           | Robert Lindstedt Horia Tecău     | 1 - 2        | 2 - 4      | 23 - 31    |

#### Groupe B
- Michaël Llodra
 Nenad Zimonjić (no 2)
- Max Mirnyi
 Daniel Nestor (no 3)
- Rohan Bopanna
 Aisam-Ul-Haq Qureshi (no 5)
- Mariusz Fyrstenberg
 Marcin Matkowski (no 8)

Résultats
| Jour                 | Vainqueurs                           | Vaincus                              | Score             | Durée  |
| -------------------- | ------------------------------------ | ------------------------------------ | ----------------- | ------ |
| dim. 20 nov. 13 h 15 | Max Mirnyi Daniel Nestor             | Rohan Bopanna Aisam-Ul-Haq Qureshi   | 7-62, 4-6, [11-9] | 1 h 41 |
| dim. 20 nov. 19 h 15 | Mariusz Fyrstenberg Marcin Matkowski | Michaël Llodra Nenad Zimonjić        | 6-4, 5-7, [11-9]  | 1 h 45 |
| mar. 22 nov. 13 h 15 | Michaël Llodra Nenad Zimonjić        | Rohan Bopanna Aisam-Ul-Haq Qureshi   | 7-66, 6-3         | 1 h 24 |
| mar. 22 nov. 19 h 15 | Max Mirnyi Daniel Nestor             | Mariusz Fyrstenberg Marcin Matkowski | 6-4, 6-3          | 1 h 14 |
| jeu. 24 nov. 13 h 15 | Mariusz Fyrstenberg Marcin Matkowski | Rohan Bopanna Aisam-Ul-Haq Qureshi   | 6-2, 6-1          | 0 h 49 |
| jeu. 24 nov. 19 h 15 | Max Mirnyi Daniel Nestor             | Michaël Llodra Nenad Zimonjić        | 4-6, 6-3, [10-7]  | 1 h 19 |

Classement
| Rang poule | Rang mondial | Équipe                               | Matchs G - P | Sets G - P | Jeux G - P |
| ---------- | ------------ | ------------------------------------ | ------------ | ---------- | ---------- |
| 1.         | 3.           | Max Mirnyi Daniel Nestor             | 3 - 0        | 6 - 2      | 35 - 28    |
| 2.         | 8.           | Mariusz Fyrstenberg Marcin Matkowski | 2 - 1        | 4 - 3      | 31 - 26    |
| 3.         | 2.           | Michaël Llodra Nenad Zimonjić        | 1 - 2        | 4 - 4      | 33 - 32    |
| 4.         | 5.           | Rohan Bopanna Aisam-Ul-Haq Qureshi   | 0 - 3        | 1 - 6      | 24 - 37    |

### Phase finale
|  |                                      |            |                          |            |            |                                      |     |        |        |        |        |        |
|  | 1/2 finale                           | 1/2 finale | 1/2 finale               | 1/2 finale | 1/2 finale |                                      |     | Finale | Finale | Finale | Finale | Finale |
|  | 26 novembre 2011 à 19h15 UTC+1       |            |                          |            |            |                                      |     |        |        |        |        |        |
|  |                                      |            |                          |            |            |                                      |     |        |        |        |        |        |
|  | Mahesh Bhupathi Leander Paes         | (4)        | 4                        | 6          | 6          |                                      |     |        |        |        |        |        |
|  | Mahesh Bhupathi Leander Paes         | (4)        | 4                        | 6          | 6          | 27 novembre 2011 à 16h30 UTC+1       |     |        |        |        |        |        |
|  | Mariusz Fyrstenberg Marcin Matkowski | (8)        | 6                        | 4          | 10         |                                      |     |        |        |        |        |        |
|  | Mariusz Fyrstenberg Marcin Matkowski | (8)        | 6                        | 4          | 10         | Mariusz Fyrstenberg Marcin Matkowski | (8) | 5      | 3      |        |        |        |
|  | 26 novembre 2011 à 13h15 UTC+1       |            |                          |            |            | Mariusz Fyrstenberg Marcin Matkowski | (8) | 5      | 3      |        |        |        |
|  |                                      |            | Max Mirnyi Daniel Nestor | (3)        | 7          | 6                                    |     |        |        |        |        |        |
|  | Bob Bryan Mike Bryan                 | (1)        | Max Mirnyi Daniel Nestor | (3)        | 7          | 6                                    | 6   | 4      |        |        |        |        |
|  | Bob Bryan Mike Bryan                 | (1)        |                          |            |            |                                      | 6   | 4      |        |        |        |        |
|  | Max Mirnyi Daniel Nestor             | (3)        | 7                        | 6          |            |                                      |     |        |        |        |        |        |
|  | Max Mirnyi Daniel Nestor             | (3)        | 7                        | 6          |            |                                      |     |        |        |        |        |        |

### Classement final
| Résultat | Résultat        | Rang mondial | Joueurs                              | Matchs G - P | Points gagnés | Nouveau rang |
| -------- | --------------- | ------------ | ------------------------------------ | ------------ | ------------- | ------------ |
| 1        | Vainqueurs      | 3.           | Max Mirnyi Daniel Nestor             | 5 - 0        | 1 500         | 2. (+1)      |
| 2        | Finalistes      | 8.           | Mariusz Fyrstenberg Marcin Matkowski | 3 - 2        | 800           | 8. (0)       |
| 3        | Demi-finalistes | 4.           | Mahesh Bhupathi Leander Paes         | 2 - 2        | 400           | 4. (0)       |
| 4        | Demi-finalistes | 1.           | Bob Bryan Mike Bryan                 | 2 - 2        | 400           | 1. (0)       |
| 5        | Poule           | 2.           | Michaël Llodra Nenad Zimonjić        | 1 - 2        | 200           | 3. (-1)      |
| 6        | Poule           | 7.           | Jürgen Melzer Philipp Petzschner     | 1 - 2        | 200           | 7. (0)       |
| 7        | Poule           | 6.           | Robert Lindstedt Horia Tecău         | 1 - 2        | 200           | 6. (0)       |
| 8        | Poule           | 5.           | Rohan Bopanna Aisam-Ul-Haq Qureshi   | 0 - 3        | 0             | 5. (0)       |

Barème points ATP : 200 pour chaque victoire de poule + 400 pour les finalistes + 500 pour les vainqueurs du Masters, soit un maximum de 1500 points.